# Silver Sonntak
Silver Sonntak (nascido a 11 de novembro de 1976) é um remador estoniano. Nasceu em Parnu.
Começou a treinar remo em 1991, treinado por Mihkel Leppik e Tatjana Jaanson. Ele formou-se na Universidade de Ciências Aplicadas de Tallinn em 2000, em tecnologia automotiva.
Ele ganhou campeonatos da Estónia num total de 29 vezes. Em 2004, foi reserva da equipa de remadores da Estónia nos Jogos Olímpicos de Verão de 2004 em Atenas.
Em 2002 foi eleito o melhor remador masculino da Associação de Remo da Estônia.